# Phylidorea pernigrita
Phylidorea pernigrita är en tvåvingeart som först beskrevs av Alexander 1938.  Phylidorea pernigrita ingår i släktet Phylidorea och familjen småharkrankar. Inga underarter finns listade i Catalogue of Life.